# 34e Régiment du génie de combat
Le 34e Régiment de génie de combat est un régiment de génie de combat de la Première réserve de l'Armée canadienne des Forces armées canadiennes. Il fait partie du 34e Groupe-brigade du Canada au sein de la 2e Division du Canada. Il est stationné à la base des Forces canadiennes Longue-Pointe à Montréal au Québec.
Ce régiment a une insigne représente un castor entouré d'un rond comportant les mots "engineers, génie et canada". En dessous du rond, il y est écrit "ubique" et le tout entouré de feuilles d'érable. Tout en haut il y a une couronne.

## Structure
Le 34e Régiment du génie de combat fait partie du 34e Groupe-brigade du Canada, un groupe-brigade de la Première réserve de l'Armée canadienne qui fait partie de la 2e Division du Canada. Depuis le 27 février 2014, le régiment est stationné à la base des Forces canadiennes Longue-Pointe à Montréal au Québec. Il était auparavant à Westmount, également sur l'île de Montréal
.